# Cronaca di Nikon
La Cronaca di Nikon o Cronaca del Patriarca (in russo Никоновская летопись, Патриаршья летопись?) è una grande compilazione ed edizione di cronache slave orientali (letopis) realizzata alla corte di Ivan IV di Russia, detto il Terribile, a metà del XVI secolo. La compilazione deve il nome al patriarca di Mosca e di tutta la Rus' Nikon, che ne possedeva una copia. Nel XVIII secolo fu pubblicata con il nome di Cronaca russa secondo il manoscritto di Nikon.
La cronaca copre gli anni dall'859 al 1520, con informazioni aggiuntive per il periodo 1521-1558, oltre a molti racconti dettagliati sugli eventi più importanti, come "Racconto della Battaglia della Neva", "Racconto della Battaglia del lago ghiacciato", "Racconto dell'Invasione di Toktamish", "Racconto della morte di Michail di Tver'" è così via. Alcuni di questi racconti presentano evidenti parallelismi con il folklore russo e l'agiografia ortodossa.
La cronaca contiene un gran numero di eventi che non vengono narrati in fonti precedenti. Si pensa che alcune di queste interpolazioni riflettano l'ideologia politica del nascente zarato di Russia. A titolo di esempio, i Cumani del XII secolo e i Tatari di Kazan del XVI secolo vengono regolarmente confusi.